# گوگاه (رحیم‌آباد)
گوگاه یک روستا در ایران است که در دهستان رحیم‌آباد شهرستان رودسر در استان گیلان واقع شده‌است. گوگاه ۴۹ نفر جمعیت دارد.

## جمعیت
این روستا در بخش رحیم‌آباد قرار دارد و براساس سرشماری مرکز آمار ایران در سال ۱۳۸۵، جمعیت آن ۴۹ نفر (۱۲ خانوار) بوده‌است.